# كياكلا (مقاطعة تشالوس)
كياكلا (بالفارسية: کیاکلا) هي قرية تقع في قسم كلارستاق الغربي الريفي (مقاطعة تشالوس) في إيران. يقدر عدد سكانها بـ 625 نسمة .